# Монтоне
Монтоне (итал. Montone) је насеље у Италији у округу Перуђа, региону Умбрија.
Према процени из 2011. у насељу је живело 567 становника. Насеље се налази на надморској висини од 429 м.

## Становништво
Према резултатима пописа становништва 2011. у општини је живело 1.663 становника.
| 1936. | 1951. | 1961. | 1971. | 1981. | 1991. | 2001. | 2011. |
| ----- | ----- | ----- | ----- | ----- | ----- | ----- | ----- |
| 3.114 | 3.315 | 2.610 | 1.780 | 1.532 | 1.570 | 1.555 | 1.663 |